# L'Étoile du soldat
Pour plus de détails, voir Fiche technique et Distribution.
L'Étoile du soldat est un film français réalisé par Christophe de Ponfilly. Il est sorti en salle le 22 novembre 2006.

## Synopsis
Le film retrace les mésaventures d'un guitariste russe (Nikolaï) enrôlé en 1984 dans le chaos de la guerre d'Afghanistan.
Ce soldat, emprisonné par les moudjahiddin du Commandant Massoud, rencontrera, durant sa captivité, un musicien afghan et un journaliste français. Près de 20 ans plus tard, ce journaliste, enquêtant sur le soutien massif apporté par les États-Unis aux islamistes les plus radicaux, revient sur place pour mener des investigations sur l'assassinat du Commandant Massoud, quelques jours avant les attentats du 11 septembre 2001.

## Fiche technique
- Titre : L'Étoile du soldat
- Réalisation : Christophe de Ponfilly
- Scénario : Christophe de Ponfilly, Rim Turki
- Directeur de la photographie : Laurent Fleutot, Didier Portal
- Décorateur : François Chauvaud
- Ingénieur du son, mixage : Alain Curvelier, Stéphane Albinet
- Montage : Anja Lüdcke
- Musique : Jean-Baptiste Loussier
- Production : Albert Films
- Coproduction : NEF Filmproduktion und vertriebs GmbH, AFGHAN FILM, France 2 Cinéma, EuroArts Medien GmbH
- Distribution : Les Films du losange
- Pays :  France,  Allemagne et  Afghanistan
- Format : 35 mm (1:85) - super 16 mm DVHD
- Visa : 112944
- Genre : drame
- Durée : 100 minutes
- Date de sortie : 22 novembre 2006

## Distribution
- Sacha Bourdo : Nikolaï
- Patrick Chauvel : Vergos
- Philippe Caubère : Narrateur
- Hanns Zischler : Narrateur allemand
- Mohammad Amin : Najmoudine
- Ahmad Shah Alefsourat : Assad
- Gol Gotey : Leïla
- Denis Manohin : Mosgh
- Pavel Kuzin : Lieutenant
- Elena Mikheeva : La mère de Nikolaï
- Serguey Sonovsky : Le père de Nikolaï
- Murad Ibrahim Bekov : Zanoviev
- Akbar Aiqhair : Villageois
- Mollah Abdellah Amini : Molla
- Abkar Arqahoui : Baba Leïla
- Saïd Azim : Mollawi
- Brehna Bahar : Femme agressée
- Wazir Bakhashi : Ali
- Pacha Barchak : Leonid
- Abdoul Raffar Daouiri : Villageois
- Vladimir Davidenko : Igor
- Hayatullah Elmi : Interprète
- Gollam Farouk : Nailjik
- Ahmad Faycal : Professeur Dari
- Sabour Khanji : Officier afghan
- Ram Khoda : Vieil homme
- Dimitri Koltsov : Sergent
- German Magnusov : Boris
- Zabi Nabart : Ara
- Igor Naryshkin : Valovdia
- Ahmad Wali Oqhab
- Evgueny Printsev : Andrey
- Ilia Prossekin : Saratov
- Ariq Sakhi : Commandant
- Quiam Sidik
- Nathalia Zhitkova : Tania

## Autour du film
- Unique long métrage de fiction du documentariste Christophe de Ponfilly
- Tournage en août et en septembre 2005 en Afghanistan, puis en octobre en Russie
- Budget de 3,4 millions d'euros (aide de 360 000 euros du fonds Eurimages et soutien de 300 000 euros au titre du mini-traité régissant les coproductions franco-allemandes).
- La version bande dessinée de L'étoile du soldat, a été mise en images par René Follet, aux éditions Casterman.

## Distinctions
- « Meilleur film du festival » par le jury du festival d'automne de Gardanne.